# Rhysophora robusta
Rhysophora robusta är en tvåvingeart som beskrevs av Cresson 1924. Rhysophora robusta ingår i släktet Rhysophora och familjen vattenflugor. Inga underarter finns listade i Catalogue of Life.